# 陈青山
陈青山（1919年—2003年），男，福建惠安人，中华人民共和国军事人物，中国人民解放军少将，曾任广州军区政治部主任。